# Proichthydiidae
Proichthydiidae zijn een familie van de buikharigen. 

## Taxonomie
De volgende taxa zijn bij de familie ingedeeld:
- Geslacht Proichthydioides Sudzuki, 1971
- Geslacht Proichthydium Cordero, 1918